# Ivan Ratkić
Ivan Ratkić (ur. 22 lutego 1986 w Zagrzebiu) – chorwacki narciarz alpejski, olimpijczyk.

## Kariera
Po raz pierwszy na arenie międzynarodowej pojawił się 24 listopada 2001 roku w Val Thorens, gdzie w zawodach CIT zajął 31. miejsce w slalomie. W 2003 roku wystąpił na mistrzostwach świata juniorów w Briançonnais, zajmując 49. miejsce w supergigancie i 50. miejsce w zjeździe. Jeszcze trzykrotnie startował na imprezach tego cyklu, zajmując między innymi 26. miejsce w supergigancie podczas mistrzostw świata juniorów w Québecu w 2006 roku.
W zawodach Pucharu Świata zadebiutował 29 listopada 2007 roku w Beaver Creek, gdzie nie ukończył pierwszego przejazdu w superkombinacji. Pierwsze punkty wywalczył 4 grudnia 2009 roku w Beaver Creek, zajmując 30. miejsce w tej samej konkurencji. Nigdy nie stanął na podium zawodów tego cyklu. W sezonie 2009/2010 zajął 154. miejsce w klasyfikacji generalnej.
Startował na igrzyskach olimpijskich w Turynie w 2006 roku, gdzie zajął 36. miejsce w supergigancie, a kombinacji i slalomu giganta nie ukończył. Na rozgrywanych cztery lata później igrzyskach w Vancouver zajął 26. miejsce w supergigancie, 41. w zjeździe, a superkombinacji nie ukończył. Zajął też między innymi trzynaste miejsce w superkombinacji na mistrzostwach świata w Val d’Isère w 2009 roku.

## Osiągnięcia

### Igrzyska olimpijskie
| Miejsce | Dzień     | Rok  | Miejscowość | Konkurencja     | Czas biegu | Strata | Zwycięzca           |
| ------- | --------- | ---- | ----------- | --------------- | ---------- | ------ | ------------------- |
| DNF     | 14 lutego | 2006 | Turyn       | Kombinacja      | 3:09,45    | –      | Ted Ligety          |
| 36.     | 18 lutego | 2006 | Turyn       | Supergigant     | 1:30,65    | +4,12  | Kjetil André Aamodt |
| DNF1    | 20 lutego | 2006 | Turyn       | Gigant          | 2:35,00    | –      | Benjamin Raich      |
| 41.     | 15 lutego | 2010 | Vancouver   | Zjazd           | 1:54,31    | +4,27  | Didier Défago       |
| 26.     | 19 lutego | 2010 | Vancouver   | Supergigant     | 1:30,34    | +2,33  | Aksel Lund Svindal  |
| DNF1    | 21 lutego | 2010 | Vancouver   | Superkombinacja | 2:44,92    | –      | Bode Miller         |

### Mistrzostwa świata
| Miejsce | Dzień     | Rok  | Miejscowość | Konkurencja     | Czas biegu | Strata | Zwycięzca          |
| ------- | --------- | ---- | ----------- | --------------- | ---------- | ------ | ------------------ |
| 38.     | 9 lutego  | 2005 | Bormio      | Gigant          | 2:50,41    | +13,46 | Hermann Maier      |
| DNF2    | 12 lutego | 2005 | Bormio      | Slalom          | 1:41,34    | –      | Benjamin Raich     |
| 51.     | 6 lutego  | 2007 | Åre         | Supergigant     | 1:14,30    | +3,40  | Patrick Staudacher |
| 31.     | 8 lutego  | 2007 | Åre         | Superkombinacja | 2:28,99    | +9,32  | Daniel Albrecht    |
| 45.     | 11 lutego | 2007 | Åre         | Zjazd           | 1:44,68    | +5,78  | Aksel Lund Svindal |
| 31.     | 4 lutego  | 2009 | Val d’Isère | Supergigant     | 1:19,41    | +5,73  | Didier Cuche       |
| 13.     | 9 lutego  | 2009 | Val d’Isère | Superkombinacja | 2:23,00    | +3,68  | Aksel Lund Svindal |

### Mistrzostwa świata juniorów
| Miejsce | Dzień     | Rok  | Miejscowość  | Konkurencja | Czas biegu | Strata | Zwycięzca                      |
| ------- | --------- | ---- | ------------ | ----------- | ---------- | ------ | ------------------------------ |
| 59.     | 4 marca   | 2003 | Briançonnais | Zjazd       | 1:09,49    | +3,62  | Daniel Albrecht                |
| 49.     | 5 marca   | 2003 | Briançonnais | Supergigant | 1:17,10    | +3,79  | François Bourque               |
| DNF1    | 7 marca   | 2003 | Briançonnais | Gigant      | 2:02,72    | –      | Daniel Albrecht Mario Scheiber |
| DNS1    | 8 marca   | 2003 | Briançonnais | Slalom      | 1:33,74    | –      | Marc Berthod                   |
| 53.     | 10 lutego | 2004 | Maribor      | Zjazd       | 1:09,61    | +2,55  | Romed Baumann                  |
| 55.     | 12 lutego | 2004 | Maribor      | Supergigant | 1:17,49    | +3,86  | Hans Olsson                    |
| 56.     | 13 lutego | 2004 | Maribor      | Gigant      | 2:17,40    | +7,72  | Jeffrey Harrison               |
| DNS1    | 14 lutego | 2004 | Maribor      | Slalom      | 1:33,33    | –      | Raphael Fässler                |
| 55.     | 23 lutego | 2005 | Bardonecchia | Zjazd       | 1:25,58    | +5,03  | Rok Perko                      |
| DNF1    | 24 lutego | 2005 | Bardonecchia | Slalom      | 1:24,10    | –      | Filip Trejbal                  |
| 40.     | 25 lutego | 2005 | Bardonecchia | Supergigant | 1:25,20    | +2,55  | Michael Gmeiner                |
| 45.     | 27 lutego | 2005 | Bardonecchia | Gigant      | 2:10,28    | +5,62  | Michael Gmeiner                |
| 50.     | 2 marca   | 2006 | Québec       | Zjazd       | 1:27,26    | +4,73  | Christopher Beckmann           |
| 26.     | 4 marca   | 2006 | Québec       | Supergigant | 1:11,81    | +2,22  | Michael Sablatnik              |
| DNF1    | 5 marca   | 2006 | Québec       | Slalom      | 1:32,98    | –      | Mikkel Bjørge                  |
| DNF2    | 6 marca   | 2006 | Québec       | Gigant      | 2:20,50    | –      | Stefan Guay                    |

### Puchar Świata

#### Miejsca w klasyfikacji generalnej
- sezon 2007/2008: -
- sezon 2008/2009: -
- sezon 2009/2010: 154.

#### Miejsca na podium
- Ratkić nigdy nie stanął na podium zawodów PŚ.